# Luca Rambaldi
Luca Rambaldi, född 9 december 1994 i Ferrara, är en italiensk roddare.

## Karriär
I juni 2013 vid EM i Sevilla tog Rambaldi silver tillsammans med Matteo Stefanini, Simone Venier och Simone Raineri i scullerfyra. I maj 2017 vid EM i Račice tog han sitt första EM-guld tillsammans med Filippo Mondelli i dubbelsculler. I oktober 2017 tog Rambaldi och Mondelli brons tillsammans i dubbelsculler vid VM i Sarasota.
I augusti 2018 vid EM i Glasgow tog Rambaldi guld i scullerfyra tillsammans med Filippo Mondelli, Andrea Panizza och Giacomo Gentili. Följande månad tog samma roddare även guld i scullerfyra vid VM i Plovdiv. I juni 2019 tog samma båt med roddare silver vid EM i Luzern, endast besegrade av Nederländerna. I augusti samma år tog de även brons vid VM i Ottensheim efter att ha blivit besegrade av Nederländerna och Polen.
I oktober 2020 vid EM i Poznań tog Rambaldi silver i scullerfyra tillsammans med Luca Chiumento, Simone Venier och Giacomo Gentili, endast besegrade av Nederländerna. I april 2021 vid EM i Varese tog han EM-guld i scullerfyra tillsammans med Simone Venier, Andrea Panizza och Giacomo Gentili. I juli 2021 slutade samma båt med roddare på femte plats i scullerfyra vid OS i Tokyo.
I maj 2023 tog Rambaldi silver tillsammans med Matteo Sartori i dubbelsculler vid EM i Bled.